# Vimmerby
Vimmerby – miasto i siedziba gminy Vimmerby w regionie Kalmar południowo-wschodniej Szwecji. 

## Literatura
W Vimmerby dnia  14 listopada 1907 urodziła się pisarka Astrid Lindgren. W miasteczku rozgrywają się jej niektóre powieści dla dzieci, przede wszystkim Pippi Pończoszanka. Pierwowzorem osady z powieści Dzieci z Bullerbyn jest pobliska wieś Sevedstorp, w której pisarka spędziła dzieciństwo i gdzie nadal można obejrzeć trzy zagrody opisane w książce. Natomiast seria książek Emil ze Smalandii, która była inspirowana dzieciństwem jej ojca, rozgrywa się w pobliskiej wsi Lönneberga i jej okolicach, w tym również w samym miasteczku. Pisarka opisała życie swoich rodziców w książce Samuel August z Sevedstorp i Hanna w Hult.
Na północno-zachodnim krańcu miasta przy Fabriksgatan znajduje się park rozrywki Astrid Lindgrens Värld poświęcony twórczości pisarki.